# Bauherr in der bremischen Kirche
Bauherren werden in den Gemeinden der Bremer Stadtkirchen die geschäftsführenden Vorstände genannt. Die Gesamtheit der Bauherren bildet das ausführende Organ des Kirchenvorstandes der jeweiligen Gemeinde. Sie führen die Beschlüsse des Vorstandes oder Konvents aus und vertreten die Gemeinde nach außen gegenüber Dritten.

## Geschichte
Der Ursprung des kirchlichen Titels Bauherr, oder Baumeister wie es damals hieß, liegt in der vorreformatorischen Zeit, als Erbauer einer Kapelle oder Kirche auch als ihre Besitzer galten. Geistliche (Bischof) oder weltliche Herren (König, Adliger) erwarben mit dem Bau auf ihrem Land auch das Zehntrecht und konnten Pfarrer einstellen, waren aber verpflichtet, für den Unterhalt von Personal und Bau zu sorgen. Diese Eigenkirchen waren ein umkämpftes, aber für die Entwicklung der Pfarrei im Mittelalter wichtiges Instrument, weil die Bischofskirchen nicht in der Lage waren, die seelsorgliche Versorgung der Gläubigen zu sichern.
Die Bauherren in den vier alten bremischen Kirchen, sie sind bei St. Stephani seit 1400 überliefert, waren Verwalter des Kirchenbaus – der Kirchenfabrik, wie es damals hieß – und hatten für die Instandhaltung und baulichen Veränderungen zu sorgen. Da nach kirchlicher Auffassung jede Gabe für den Kirchenbau in die Hand des Priesters gehörte, wurden als Sicherheit gegen solche Übergriffe die bürgerlichen Baumeister als Treuhänder berufen. Mit dieser „Fabrikpflege“ sollte die reinliche Trennung zwischen Bauvermögen und den Pfründen der Geistlichen gewahrt werden. Die Baumeister waren über Jahrhunderte auch die berufenen Führer der protestantischen Gemeinde in allen Dingen, die nicht ausgesprochen geistlich waren und kamen meist aus dem Bremer Rat oder der Kaufmannschaft. Aus mittelalterlicher Zeit sind nur wenige Namen bekannt, denn nicht sie, sondern die Geistlichkeit schrieb auf, was die Kirche anging. Das Amt des Bauherren blieb in allen Kirchen auch nach der Reformation erhalten.
Etwas anders lagen die Verhältnisse im Dom, der eine Kirche des Erzbischofs sowie des Domkapitels war und seit dem 12. Jahrhundert keine Pfarrrechte in Bremen besaß. Somit gab es hier auch keine Bürgergemeinde. Das Domkapitel bestellte in diesem Fall den Bauherrn, der eine selbständige Vermögensmasse verwaltete, auf die das Domkapitel keinen Zugriff hatte. Waren Anfang des 14. Jahrhunderts sowohl Bürger als auch Domvikare Bauherren, finden sich ab etwa 1425 nur geistliche Bauherren. Nachdem der Dom 1803 an Bremen übergegangen war, wurden seit 1810 wieder bürgerliche Bauherren zur Verwaltung der Kirchengüter und Dombauten eingesetzt, die auch den Vorsitz in den Gemeindegremien und über die Domangestellten sowie die Domschule innehatten. Im Allgemeinen gab es vier Bauherren, die aus dem Senat und der Kaufmannschaft kamen.

## Bauherrenamt heute
Die Bauherren als ehrenamtliche Gemeindeleitung sind hanseatische Tradition und eine typische Institution der bremischen Kirchenverfassung. Seit der zweiten Hälfte des 20. Jahrhunderts können auch Frauen in dieses Amt gewählt werden. Der Titel Bauherr ist nur noch im Dom und den Altstadtkirchen Unser Lieben Frauen, St. Martini und St. Ansgarii sowie St. Remberti gebräuchlich und in einigen Gemeinden, die ihre Gemeindeordnung nach dem Vorbild der Altstadtgemeinden gestaltet haben. 
Das Bauherrenamt entspricht den geschäftsführenden Vorstandsmitgliedern in den übrigen Gemeinden. Die Kirche St. Stephani ist Kulturkirche geworden, hier findet sich der Begriff Bauherr nur noch in der geschichtlichen Dokumentation.
Die Bauherren werden vom Gemeindekonvent oder aus dem Vorstand auf Zeit gewählt. Sie stehen dem Kirchenvorstand, dem Konvent und der Gemeindeversammlung vor. Zu ihren Aufgaben gehört die Verwaltung des Kirchenvermögens und die Vertretung der Gemeinde nach außen, sie sollen den Bau und die Ausstattung der Gotteshäuser fördern.